# Balanzac
Balanzac je francouzská obec v departementu Charente-Maritime, v regionu Poitou-Charentes. V obci žije 614 obyvatel.